# René Vietto
René Vietto (* Rocheville, Le Cannet, 17 de febrero de 1914 - † Bollène, 14 de octubre de 1988). Fue un ciclista francés profesional entre 1931 y 1953, cuyos mayores éxitos deportivos los obtuvo en el Tour de Francia, donde obtuvo 4 victorias de etapa, y en la Vuelta a España, donde lograría 2 victorias de etapa.
Fue considerado el mejor escalador hasta la Segunda Guerra Mundial alcanzando gran popularidad y simpatía gracias a la actuación que tuvo en el transcurso del Tour de Francia en su edición de 1934, cuando, en el transcurso de una etapa en la que iba escapado, fue informado de que su jefe de filas, Antonin Magne, se había quedado sin bicicleta tras una caída. René Vietto volvió sobre sus pasos hasta encontrarse con Magne cediéndole su propia bicicleta, lo que le permitiría vencer en la clasificación final del Tour de Francia.
Tras finalizar su carrera profesional siguió vinculado al ciclismo como director deportivo.

## Palmarés
| 1932 - Gran Premio de Cannes 1933 - Gran Premio de Cannes 1934 - 4 etapas del Tour de Francia y Gran Premio de la Montaña - GP Wolber 1935 - París-Niza - 2 etapas en el Tour de Francia 1938 - Polymultipliée | 1939 - 2.º en el Tour de Francia 1941 - Campeonato de Francia en Ruta (zona no ocupada) 1942 - 2 etapas en la Vuelta a España 1947 - 2 etapas al Tour de Francia 1948 - Gran Premio de Cannes |

## Resultados en Grandes Vueltas y Campeonatos del Mundo
Durante su carrera deportiva consiguió los siguientes puestos en las Grandes Vueltas y en los Campeonatos del Mundo en carretera:
| Carrera         | 1931 | 1932 | 1933 | 1934 | 1935 | 1936 | 1937 | 1938 | 1939 | 1940 | 1941 | 1942 | 1943 | 1944 | 1945 | 1946 | 1947 | 1948 | 1949 | 1950 | 1951 | 1952 | 1953 |
| --------------- | ---- | ---- | ---- | ---- | ---- | ---- | ---- | ---- | ---- | ---- | ---- | ---- | ---- | ---- | ---- | ---- | ---- | ---- | ---- | ---- | ---- | ---- | ---- |
| Giro de Italia  | -    | -    | 22º  | -    | -    | -    | -    | -    | -    | -    | X    | X    | X    | X    | X    | -    | -    | -    | -    | -    | -    | -    | -    |
| Tour de Francia | -    | -    | -    | 5º   | 8º   | Ab.  | -    | Ab.  | 2º   | X    | X    | X    | X    | X    | X    | X    | 5.º  | 17.º | 28.º | -    | -    | -    | -    |
| Vuelta a España | X    | X    | X    | X    | -    | -    | X    | X    | X    | X    | -    | 14.º | X    | X    | -    | -    | -    | -    | X    | -    | X    | X    | X    |
| Mundial en ruta | -    | -    | -    | -    | -    | -    | -    | -    | X    | X    | X    | X    | X    | X    | X    | -    | -    | -    | -    | -    | -    | -    | -    |

-: No participa

Ab.: Abandono